# チャールズ・スプレイグ・サージェント

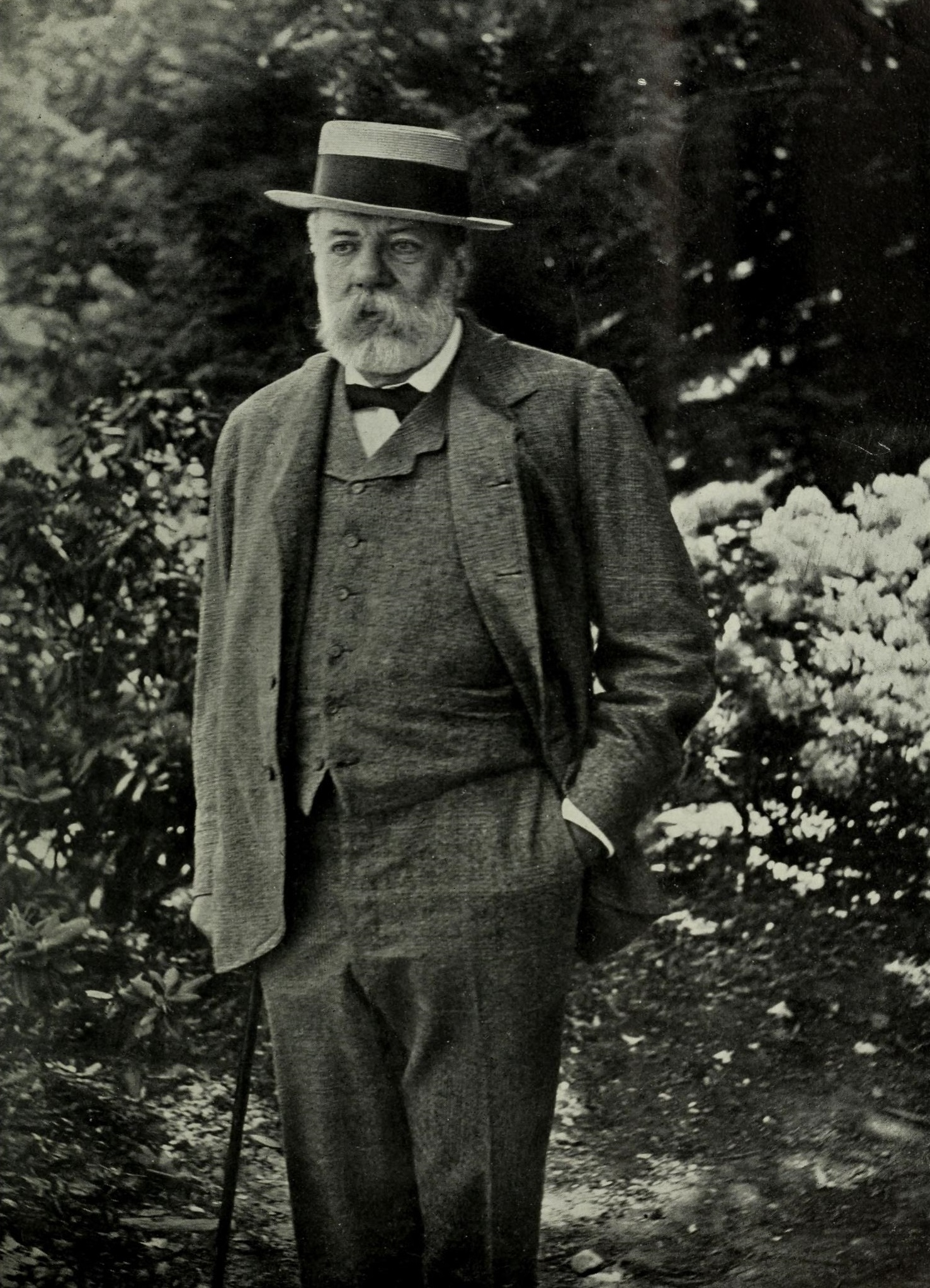
チャールズ・スプレイグ・サージェント

チャールズ・スプレイグ・サージェント（Charles Sprague Sargent、1841年4月24日 - 1927年3月22日）は、アメリカ合衆国の植物学者。1872年から、ハーバード大学のアーノルド樹木園（en）の初代園長を務めた。

## 略歴
ボストンの裕福な商人、銀行家の家の次男に生まれ、マサチューセッツ州ブルックラインの父親の広大な屋敷で育った。ハーバード・カレッジで生物学を学び、1862年に卒業した。南北戦争に出征し、ルイジアナで働いた後、3年間ヨーロッパを旅した。帰国後ブルックリンの屋敷で暮らし、いとこの園芸家で造園家のヘンリー・ウィンスロプ・サージェント（Henry Winthrop Sargent）やアマチュア園芸家のハネウェル（Horatio Hollis Hunnewell）の影響を受け、屋敷の庭園を自然を再現した庭園に整備した。
1872年にハーバード大学が樹木園の設立を決めると、ハーバード大学のバッシー研究所（Bussey Institution）の園芸学の教授、パークマン（Francis Parkman）の推薦で、その年の末、初代の園長に任じられ、その職を生涯続けることになった。
ボストンの当時の上流階級の社交的な活動はほとんど行わず、アーノルド樹木園の仕事に集中した。園芸業者、オルムステッド・ブラザースのフレデリック・オルムステッド（Frederick Law Olmsted）と、通路のレイアウトや植栽する植物の選定などの計画を作り上げ実行した。
樹木学者として経験を積み、多くの著作を行い、キャッツキル山地やアディロンダック山地などのアメリカ合衆国の自然林の保全に影響を与えた。1880年代に、建築資材や薪炭の資源として森林の資源の消費が問題となり、農務省の依頼で森林資源の調査を行いこの調査にはワトソン（Sereno Watson）、プリングル（Cyrus Guernsey Pringle）、モール（Charles Theodore Mohr）らの植物学者が協力し、多くの資料が集められ、1884年にサージェントによって報告書が作られた。1895年から、大統領、グロバー・クリーブランドのもとで、アメリカ森林委員会の委員を務め、2100万エーカーの国立保全林（national forest reserves）を作った。保全林については、林学者のギフォード・ピンショーが林業資源を利用しながら保全することを主張したのに対して、自然林のまま保全することを主張し論争をおこなった。
1879年からハーバード大学の樹木学の教授となり、1880年にアメリカ自然史博物館のJesup Collection of North American Woodsを計画した。1888年から週刊園芸雑誌、"Garden and Forest" の編集者、ジェエラル・マネージャーとなった。1896年に王立園芸協会のヴィーチ記念メダルを受賞した。

## 著作
- A few suggestions on tree-planting. Boston 1876, doi:10.5962/bhl.title.35249
- A catalogue of the forest trees of North America. Washington 1880, doi:10.5962/bhl.title.46879
- Report on the forests of North America. Washington 1884 doi:10.5962/bhl.title.45220, doi:10.5962/bhl.title.22935, doi:10.5962/bhl.title.25902, doi:10.5962/bhl.title.39766
- The woods of the United States. Appleton, New York 1885 doi:10.5962/bhl.title.28215, doi:10.5962/bhl.title.44318
- Protection of the forests of the Commonwealth. Boston 1886, doi:10.5962/bhl.title.34823
- The silva of North America:a description of the trees which grow naturally in North America exclusive of Mexico. Houghton, Mifflin and company, Boston, New York 1891–1902 (14 Bände) doi:10.5962/bhl.title.14668
- Forest flora of Japan. Notes on the forest flora of Japan. 1894 doi:10.5962/bhl.title.18131, doi:10.5962/bhl.title.18184, doi:10.5962/bhl.title.54499
- A. Des Cars と共著: A treatise on pruning forest and ornamental trees. Boston 1900, doi:10.5962/bhl.title.29729, doi:10.5962/bhl.title.35300
- Trees and shrubs. Illustrations of new or little known ligneous plants, prepared chiefly from material at the Arnold Arboreum of Harvard University. Boston 1905–1913, doi:10.5962/bhl.title.60428
- Manual of the trees of North America. Houghton, Boston 1905 doi:10.5962/bhl.title.30439, doi:10.5962/bhl.title.3586
- The trees of Commonwealth Avenue, Boston. Selbstverlag, 1909 doi:10.5962/bhl.title.37279
- アルフレッド・レーダーと共著: The Bradley bibliography. Riverside Press, Cambridge 1911–1918, doi:10.5962/bhl.title.50453
- アーネスト・ヘンリー・ウィルソンと共著: A naturalist in western China, with vasculum, camera, and gun. Methuen & co., London 1913 doi:10.5962/bhl.title.12039
- アーネスト・ヘンリー・ウィルソンと共著 Plantae Wilsonianae :an enumeration of the woody plants collected in western China for the Arnold arboretum of Harvard university during the years 1907, 1908, and 1910. The University press, Cambridge 1913–1917 doi:10.5962/bhl.title.191, doi:10.5962/bhl.title.20285, doi:10.5962/bhl.title.33536
- Catalogue of the library of the Arnold Arboretum of Harvard University. Cosmos Press, Cambridge 1914–1933 doi:10.5962/bhl.title.13657
- The trees at Mount Vernon. Washington 1917, doi:10.5962/bhl.title.32349
- The first fifty years of the Arnold Arboretum. Cambridge 1922, doi:10.5962/bhl.title.28598